# Apollon Hochschule der Gesundheitswirtschaft
Die Apollon Hochschule der Gesundheitswirtschaft ist eine staatlich anerkannte private Hochschule in Bremen, die Fernstudiengänge in den Fachbereichen Pflegemanagement, Gesundheitsökonomie, Gesundheitspsychologie, Gesundheitstourismus, Gesundheitstechnologie, Angewandte Psychologie, Gesundheitsförderung sowie Prävention anbietet und Bachelor- sowie Master-Abschlüsse vergibt. 
Träger der 2005 gegründeten Hochschule ist die gleichnamige Apollon Hochschule der Gesundheitswirtschaft GmbH, die zur Klett-Gruppe gehört. Angeschlossen an die Hochschule ist seit 2019 darüber hinaus die Apollon Akademie.

## Angebot
Die Fernstudiengänge und Zertifikatskurse der Hochschule sind konzipiert als berufsbegleitende Aus- und Weiterbildungsmöglichkeiten für berufstätige Erwachsene. Alle Studiengänge sind ZFU-zugelassen und FIBAA- oder AHPGS- akkreditiert. Ebenfalls ist die Hochschule vom Wissenschaftsrat institutionell akkreditiert. Während die Präsenzseminare hauptsächlich in Bremen oder als Online-Seminar stattfinden, können Präsenzprüfungen auch in Hamburg, München, Frankfurt, Köln, Berlin, Leipzig, Stuttgart, Göttingen, Zürich oder Wien oder online als Open-Book-Klausur abgelegt werden.
Bei Abschluss des Fernstudiengangs Master of Health Management oder der Hochschulzertifikatskurse Public Health, Betriebliches Gesundheitsmanagement, Ethik in der Gesundheitswirtschaft, Settingoriente Prävention und Gesundheitsförderung und Gerontologie erhalten die Teilnehmer zusätzlich CME-Fortbildungspunkte. Diese Kurse sind durch die Ärztekammer Bremen als CME-Fortbildungen zertifiziert worden.

## Kooperationen
Die Apollon Hochschule unterhält Partnerschaften und Kooperationsbeziehungen zu folgenden Hochschulen:
| - Europäische Fernhochschule Hamburg, Hamburg, Deutschland - Wilhelm-Büchner-Hochschule, Darmstadt, Deutschland - California State University Sacramento, Sacramento, USA |

Kooperationspartner sind darüber hinaus unter anderem die AOK Niedersachsen, DAK-Gesundheit, Handelskrankenkasse und Securvita BKK. Ferner zählen Gesundheitsunternehmen wie die Havelklinik, die St. Franziskus-Stiftung und Mediclin zu den Partnern.